# Qorlortoq Sø
Qorlortoq Sø är en sjö i Ammassalik på Grönland.